# Zvenella albomaculata
Zvenella albomaculata är en insektsart som först beskrevs av Lucien Chopard 1969.  Zvenella albomaculata ingår i släktet Zvenella och familjen syrsor. Inga underarter finns listade i Catalogue of Life.